# Мурзина (деревня)
Мурзина — деревня в Каргапольском районе Курганской области. Входит в состав Бахаревский сельсовет.

## История
До 1917 года в составе Мехонской волости Шадринского уезда Пермской губернии. По данным на 1926 год состояла из 71 хозяйства. В административном отношении входила в состав Бахаревского сельсовета Мехонского района Шадринского округа Уральской области.

## Население
| 1989 | 2002 | 2010 |
| ---- | ---- | ---- |
| 201  | ↘184 | ↘158 |

По данным переписи 1926 года в деревне проживало 317 человек (131 мужчина и 186 женщин), в том числе: русские составляли 100 % населения.